# Ierse kampioenschappen veldrijden
De Ierse kampioenschappen veldrijden zijn een jaarlijks terugkerende wedstrijd om te bepalen welke veldrijder er kampioen van Ierland wordt.

## Kampioenen

### Elite
- 1991 : Robin Seymour
- 1992 : Robin Seymour
- 1993 : Robin Seymour
- 1994 : Robin Seymour
- 1995 : Robin Seymour
- 1996 : Robin Seymour
- 1997 : Robin Seymour
- 1998 : Robin Seymour
- 1999 : Robin Seymour
- 2000 : Robin Seymour
- 2001 : Robin Seymour
- 2002 : Robin Seymour
- 2003 : Robin Seymour
- 2004 : Robin Seymour
- 2005 : Roger Aiken
- 2006 : Robin Seymour
- 2007 : Robin Seymour
- 2008 : Roger Aiken
- 2009 : Robin Seymour
- 2010 : Joe McCall
- 2011 : Robin Seymour
- 2012 : Robin Seymour
- 2013 : Roger Aiken
- 2014 : Roger Aiken
- 2015 : David Montgomery
- 2016 : Roger Aiken
- 2017 : Roger Aiken
- 2018 : Darnell Moore
- 2019 : David Conroy
- 2020 : David Conroy
- 2021 : niet gehouden
- 2022 : Chris McGlinchey
- 2023 : Dean Harvey
- 2024 : Dean Harvey

### Junioren
- 2006 : Mark McKinley
- 2007 : Sean Downey
- 2008 : Liam McGreevy
- 2011 : Matthew Adair
- 2015 : James Curry
- 2016 : David Conroy
- 2017 : JB Murphy
- 2018 : Thomas Creighton
- 2019 : Adam Mcgarr
- 2020 : Darren Rafferty
- 2021 : niet gehouden
- 2022 : Liam O'Brien
- 2023 : Liam O'Brien
- 2024 : Conor Murphy

### Vrouwen
- 2001 : Tarja Owens
- 2002 : Tarja Owens
- 2006 : Tarja Owens
- 2007 : Tarja Owens
- 2008 : Tarja Owens
- 2009 : Francine Meehan
- 2010 : Francine Meehan
- 2011 : Ciara McManus
- 2012 : Ciara McManus
- 2014 : Francine Meehan
- 2015 : Francine Meehan
- 2016 : Beth McCluskey
- 2017 : Beth McCluskey
- 2018 : Lara Gillespie
- 2019 : Lara Gillespie
- 2020 : Maria Larkin
- 2021 : niet gehouden
- 2022 : Maria Larkin
- 2023 : Maria Larkin
- 2024 : Aliyah Rafferty

Kampioenschappen:  Wereldkampioenschappen ·
 Europese kampioenschappen ·
 Pan-Amerikaanse kampioenschappen
 België ·
 Canada ·
 Denemarken ·
 Duitsland ·
 Finland ·
 Frankrijk ·
 Hongarije ·
 Ierland ·
 Italië ·
 Japan ·
 Kroatië ·
 Luxemburg ·
 Nederland ·
 Nieuw-Zeeland ·
 Noorwegen ·
 Oostenrijk ·
 Polen ·
 Servië ·
 Slowakije ·
 Spanje ·
 Tsjechië ·
 Verenigd Koninkrijk ·
 Verenigde Staten ·
 Zweden ·
 Zwitserland
Klassementen:  Wereldbeker ·
 Superprestige ·
 X²O Badkamers Trofee ·
 HSF System Cup ·
 USCX Series ·
 Coupe de France ·
 National Trophy Series ·
 Giro d'Italia Ciclocross ·
 Copa de España ·
 New England Series ·
 Swiss Cyclocross Cup
Overig:  Exact Cross
Voormalig:  EKZ CrossTour ·  Rectavit Series ·  US Cup